# Músculo sóleo
O músculo sóleo, ou também solear ou solhar, é um músculo da perna. Encontra-se na panturrilha e, juntamente com as duas cabeças do gastrocnêmio (medial e lateral), formam um único músculo triciptal, habitualmente chamado de tríceps sural, ou tríceps da perna, que sustenta o corpo e movimenta o pé.
O sóleo caracteriza-se como um músculo largo e espesso que ocupa a região posterior da perna até ao calcanhar. É recoberto, em seu terço proximal, pelo músculo gastrocnêmio, porém seu terço distal ultrapassa os limites deste músculo, tornando-se superficial. Na articulação do tornozelo efetua ação idêntica à do gastrocnêmio: extensão do pé sobre a perna, denominada flexão plantar do tornozelo. Embora atue em sinergia com os gastrocnêmios para as ações do tornozelo, não realiza a flexão de joelho, pois sua inserção proximal não passa da articulação do joelho. Sua inserção proximal é aproximadamente de  1/3 intermédio da face medial da tíbia e cabeça da fíbula e a inserção distal no calcâneo (mesmo tendão dos gastrocnêmios).

## Estrutura
O sóleo está localizado no compartimento posterior superficial da perna. Nem todos os mamíferos têm um músculo sóleo; no cavalo, por exemplo, o sóleo é vestigial.
O sóleo exibe diferenças morfológicas significativas entre as espécies. Em alguns animais, como o coelho, ele é fundido por grande parte do seu comprimento com o músculo gastrocnêmio. No ser humano o sóleo forma, em conjunto com o gastrocnêmio medial e lateral, o tendão calcâneo (ou o tendão de Aquiles), que se insere na superfície posterior do calcâneo (ou osso do calcanhar). Em contraste com alguns animais, os músculos sóleo e gastrocnêmio humanos são relativamente separados.

## Função
A ação dos músculos da panturrilha, incluindo o sóleo, é a flexão plantar do pé (isto é, eles aumentam o ângulo entre o pé e a perna). Eles são músculos poderosos e são vitais para caminhar, correr e manter o equilíbrio. O sóleo especificamente desempenha um papel importante na manutenção da postura em pé; se não fosse por sua atração constante, o corpo cairia para frente.
Além disso, na postura ereta, o sóleo é responsável por bombear o sangue venoso para o coração a partir da periferia e é frequentemente chamado de bomba do músculo esquelético, coração periférico ou bomba sural (tricipital).
O músculo sóleo tem uma proporção maior de fibras musculares lentas do que muitos outros músculos. Em alguns animais, como a cobaia e o gato, o sóleo consiste em 100% de fibras musculares lentas. A composição de fibras de sóleo humano é bastante variável, contendo entre 60 e 100% de fibras lentas.
O sóleo é o músculo mais eficaz para a flexão plantar em uma posição dobrada do joelho. Isso ocorre porque o gastrocnêmio se origina no fêmur, então dobrar a perna limita sua tensão efetiva. Durante o movimento regular (ou seja, caminhada), o sóleo é o principal músculo utilizado para a flexão plantar, devido às fibras de contração lenta resistirem à fadiga.

## Galeria

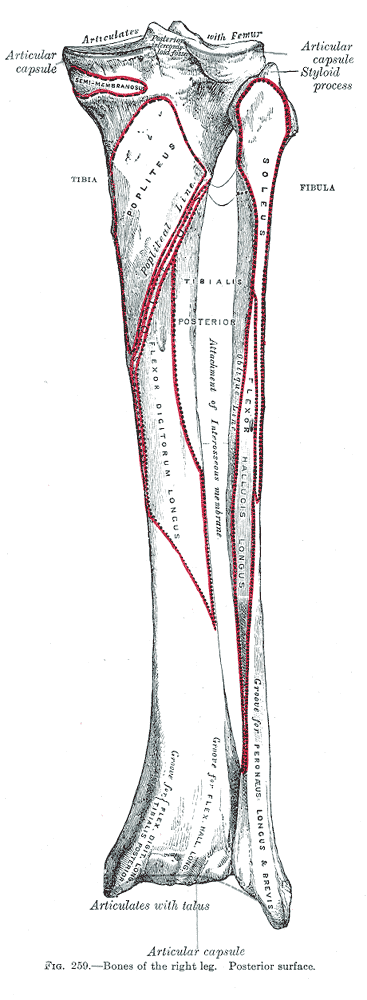
Ossos da perna direita. Face posterior.
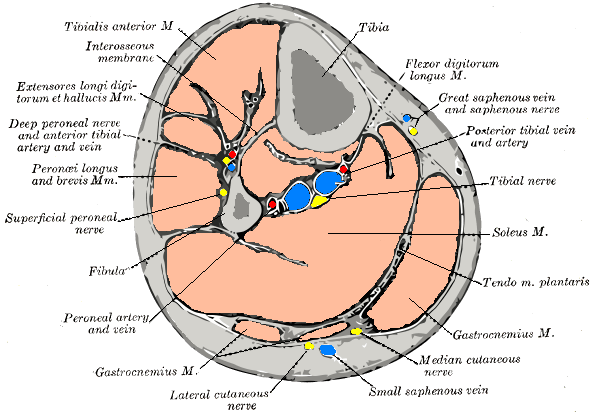
Secção cruzada pelo centro da perna.
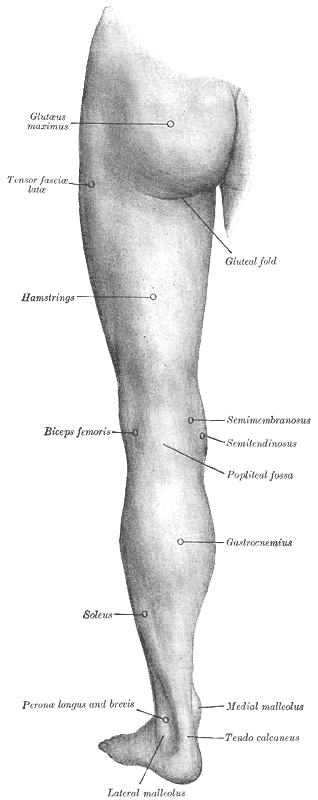
Parte traseira da extremidade inferior esquerda.